# 夢路 (伴都美子の曲)
「夢路」（ゆめじ）は、日本の歌手・伴都美子の3作目のシングル。

## 概要
- 前作「閃光」から2ヶ月ぶりのシングル。
- ジャケットが異なるCD+DVD盤とCD盤の2形態で発売された。DVDには表題曲のミュージック・ビデオが収録された[1]。
- オリコンチャート初登場14位を獲得。3作連続でのトップ20入りを果たした。

## 収録曲
1. 夢路 [4:50]
作詞：伴都美子
作曲：Jin Nakamura
編曲：村上正芳
2. labyrinth [4:04]
作詞：伴都美子
作曲：板垣祐介
編曲：REO
3. 夢路 -instrumental- [4:50]
作曲：Jin Nakamura
編曲：村上正芳
表題曲のインストゥルメンタルバージョン。
4. labyrinth -instrumental- [4:01]
作曲：板垣祐介
編曲：REO
カップリング曲のインストゥルメンタルバージョン。

## 参加ミュージシャン
- 伴都美子：Vocals & Chorus (#1,2)

サポートミュージシャン
- 村上正芳：Programmed & Electoric Guitar & Acoustic Guitar (#1,3)
- REO：Programmed (#2,4)
- 鈴木健治：Electric Guitar (#2,4)
- 神保伸太郎：Bass (#1,3)
- 下野ヒトシ：Bass (#2,4)
- 佐々木しげそ：Drums (#1,3)
- 村石雅行：Drums (#2,4)
- 弦一徹ストリングス：Strings (#1,3)
- YOKAN：Trumpet & Trombone & Saxophone (#2,4)

## 収録アルバム
- Van. (#1)
- Voice〜cover you with love〜 (#1 acoustic version)